# アフメジャン・カプラン
アフメジャン・カプラン（Ahmetcan Kaplan、2003年1月16日 - ）は、トルコ・トラブゾン出身のサッカー選手。アヤックス・アムステルダム所属。ポジションはディフェンダー。

## クラブ経歴
2013年にトラブゾンスポルの下部組織に入団し、2021年9月27日、スュペル・リグのアランヤスポル戦でトップチームデビューを果たした。
2022年8月19日、5年契約でアヤックス・アムステルダムに加入した。